# Jillian Petersen
Jillian Petersen es una deportista estadounidense que compitió en triatlón. Ganó tres medallas en el Campeonato Panamericano de Triatlón entre los años 2008 y 2012.

## Palmarés internacional
| Campeonato Panamericano | Campeonato Panamericano  | Campeonato Panamericano | Campeonato Panamericano |
| Año                     | Lugar                    | Medalla                 | Prueba                  |
| ----------------------- | ------------------------ | ----------------------- | ----------------------- |
| 2008                    | Mazatlán (México)        | Medalla de oro          | Individual              |
| 2010                    | Puerto Vallarta (México) | Medalla de bronce       | Individual              |
| 2012                    | La Paz (Argentina)       | Medalla de plata        | Individual              |